# Gåsefjärden
Gåsefjärden – zatoka (fierd) Morza Bałtyckiego we wschodniej części szwedzkiego archipelagu Blekinge (Blekinge skärgård). Akwen jest położony ok. 10 km na południowy wschód od Karlskrony (wschodnia część Karlskrona skärgård), na wschód od wyspy Sturkö, między wyspami Senoren od północy i Ytterön-Östra Hästholmen od strony wschodniej. W wewnętrznej części Gåsefjärden znajdują się liczne szkiery.
Późnym wieczorem 27 października 1981 u południowego wejścia do akwenu, stanowiącego wojskową strefę zamkniętą, wszedł na skały i został unieruchomiony radziecki okręt podwodny S-363. Incydent w Gåsefjärden wywołał poważny kryzys w stosunkach szwedzko-radzieckich.